# 肝叶馒头蟹
肝叶馒头蟹（学名：Calappa hepatica）为馒头蟹科馒头蟹属的动物。分布于朝鲜、日本、夏威夷、澳大利亚、印度尼西亚、印度、斯里兰卡、波斯湾、红海、非洲沿岸、台湾岛以及中国大陆的西沙群岛、海南岛等地，生活环境为海水，一般生活于水深10－100米的沙底上或有贝壳沉积的海底。